# 中島国章
中島 国章（なかじま くにあき、1952年8月31日 - 2023年5月29日）は、京都府京都市上京区出身のプロ野球のスカウト。愛称はルイジ。

## 来歴・人物
イタリア人の父と日本人の母の間に生まれる。東京にあるセント・メリーズ・インターナショナル・スクール高等部を卒業。
1972年に南海ホークスの臨時通訳を務めた後に、翌年からヤクルトアトムズ(のちの東京ヤクルトスワローズ)に入団し、ジョー・ペピトーンやチャーリー・マニエル、ボビー・マルカーノらの外国人選手の通訳と広報を担当した。1987年からは、編成部次長、国際部部長として、国際スカウト業務にも携わり、ボブ・ホーナー、テリー・ブロス、ドゥエイン・ホージー、ジェイソン・ハッカミー、ロベルト・ペタジーニ、アレックス・ラミレス、ケビン・ホッジス、リック・ガトームソンらを獲得し、ヤクルトの5度の日本一に貢献した。
中島自身の希望により、2005年に読売ジャイアンツへ移り、2012年の定年退職まで国際部参与を務め、李承燁、ラミレス、マーク・クルーンらの移籍交渉に関わった。
定年退職後は執筆活動や事業を手掛けていたが、晩年は持病の心臓病に悩まされて入退院を繰り返し、2023年5月29日、慢性心不全のため東京都内の自宅で死去。70歳没。

## 主張・発言
- ジョー・ペピトーンの素行不良エピソードについては「ペピトーンが日本で残した悪評は100パーセント真実です。（クリート・）ボイヤー（元大洋）の部屋に寝泊まりして、国際電話を1日で40〜50万円分かけたり、アキレス腱を切るケガをしてるのに夜にはギプスをハサミで切ってディスコに行ったり。そもそもアキレス腱を本当に切ったのかもわかりません。とにかくひどいヤツでした」と証言している[10]。
- 「女性問題を抱えている選手は活躍しません。これは間違いありません」というのが中島本人の主張で[10]、ロベルト・ペタジーニについては「奥さんを大事にする選手ほど、『家族のために』と懸命に働くものです。ペタジーニなど25歳上のオルガ夫人の存在が有名でしたが、獲得する前からMLB関係者に『いい選手だけど24時間奥さんと手をつないでいるような選手で、球団も苦労するよ』と言われていました。それでも、ヤクルトで大活躍してくれましたからね」と評価している[11]。

## 著書
- プロ野球通訳奮闘記 〜涙と笑いの異文化交流〜（1994年11月、日本放送出版協会、ISBN 978-4140801628）
- プロ野球 最強の助っ人論（2015年3月、講談社現代新書、ISBN 978-4062883054）

翻訳
- 地球（アメリカ大リーグ）のウラ側にもうひとつの違う野球（ベースボール）があった（1998年3月、日之出出版、ボブ・ホーナー著、ISBN 978-4891980610） ※「安西達夫」名義[7]